# シルビオ・ミカリ
シルビオ・ミカリ（Silvio Micali、1954年10月13日 - ）は、イタリア出身でアメリカ合衆国の計算機科学者である。MITコンピュータ科学・人工知能研究所に所属する。研究の中心は暗号理論と情報セキュリティである。2012年にシャフィ・ゴールドワッサーとともにチューリング賞を受賞した。
1983年からはMITの電気工学・計算機科学科の教授を務めている。研究テーマは、暗号技術、ゼロ知識、擬似乱数生成、セキュアプロトコル、メカニズム設計である。
2017年、ブロックチェーンのAlgorandを設立した。Algorandは、完全に分散化され、安全でスケーラブルなブロックチェーンで、分散型経済のための製品やサービスを構築するための共通プラットフォームを提供する。Algorandでは、ミカリは理論、セキュリティ、暗号金融を含むすべての研究を監督している。

## 若年期と教育
ミカリはイタリア・パレルモで生まれた。1978年にローマ・ラ・サピエンツァ大学で数学の学士号を取得し、1982年にカリフォルニア大学バークレー校で、マヌエル・ブラムの指導の下で計算機科学のPh.D.を取得した。

## 研究キャリア
ミカリは、公開鍵暗号システム、擬似ランダム関数、デジタル署名、忘却送信、セキュアなマルチパーティ計算に関する初期の基本的な研究で知られており、ゼロ知識証明の共同考案者である。ミカリが博士論文の指導をした学生には、ミヒル・ベラーレ、ボニー・バーガー、シャイ・ハレヴィ、ラファイル・オストロフスキー、ラフェル・パス、クリス・ペイカート、フィリップ・ロガウェイなどがいる。

## 賞と栄誉
- 1993年 - ゲーデル賞[9]
- 2004年 - RSA Award for Excellence in Mathematics[10]
- 2007年 - 米国科学アカデミー会員
- 2007年 - 国際暗号学会（英語版）(IACR)フェロー
- 全米技術アカデミー会員[11]
- アメリカ芸術科学アカデミー会員[11]
- 2012年 - チューリング賞[3] - シャフィ・ゴールドワッサーとの共同受賞。暗号理論への貢献に対して[12]
- 2015年 - サレルノ大学名誉学士
- 2017年 - ACMフェロー[13]